# 메러디스 비에이라
메러디스 비에이라(영어: Meredith Vieira, 1953년 12월 30일 ~ )는 미국의 언론인, 사회자이다.